# Лайкенс Тауншип (округ Дофін, Пенсільванія)
Лайкенс Тауншип (англ. Lykens Township) — селище (англ. township) в США, в окрузі Дофін штату Пенсільванія. Населення — 1559 осіб (2020).

## Демографія
Згідно з переписом 2010 року, у селищі мешкало 1618 осіб у 504 домогосподарствах у складі 396 родин. Було 538 помешкань
Расовий склад населення:
| - 98,3 % — білих - 0,2 % — чорних або афроамериканців - 0,1 % — вихідців з тихоокеанських островів - 0,1 % — корінних американців - 0,1 % — азіатів |

До двох чи більше рас належало 0,9 %. Частка іспаномовних становила 0,9 % від усіх жителів.
За віковим діапазоном населення розподілялося таким чином: 35,1 % — особи молодші 18 років, 53,5 % — особи у віці 18—64 років, 11,4 % — особи у віці 65 років та старші. Медіана віку мешканця становила 31,6 року. На 100 осіб жіночої статі у селищі припадало 111,0 чоловіків;  на 100 жінок у віці від 18 років та старших — 107,9 чоловіків також старших 18 років.
Середній дохід на одне домашнє господарство  становив 77 011 долар США (медіана — 57 125), а середній дохід на одну сім'ю — 83 824 долари (медіана — 63 333). Медіана доходів становила 40 048 доларів для чоловіків та 30 234 долари для жінок. За межею бідності перебувало 12,9 % осіб, у тому числі 18,8 % дітей у віці до 18 років та 7,2 % осіб у віці 65 років та старших.
Цивільне працевлаштоване населення становило 697 осіб. Основні галузі зайнятості: виробництво — 19,7 %, роздрібна торгівля — 15,9 %, сільське господарство, лісництво, риболовля — 15,1 %.